# Nagy Sándor (jogász)
Kereki Nagy Sándor, gyakran K. Nagy Sándor formában (Nagykereki, 1846. szeptember 6. – Nagyvárad, 1921. november 26.) pestvidéki királyi törvényszéki bíró, jogi és történeti szakíró.

## Élete
Nagy István és Berei Katalin jómódú földműves szülők fia. Egy évig Nagyváradon tanult, majd saját kívánságára szülei 1862-ben bevitték a debreceni református főiskolára, ahol egy pár évig bentlakást és ellátást nyert, majd a városban nevelősködött. 1868. július 29-én tett érettségi vizsgát. Ezután joghallgatónak iratkozott be ugyancsak Debrecenben; innét Nagyváradra ment a II. évre, ahol 1873. július 22-én a bírói államvizsgát letette. Még jogász korában Ritoók Zsigmond ügyvéd irodájába került és ott maradt ügyvédi gyakorlatra. 
1876. november 20-án letette az ügyvédi vizsgát és felvétette magát a nagyváradi ügyvédi kamara tagjai közé. 1885. december 26-án királyi alügyésszé, 1889. szeptember 17-én királyi törvényszéki bíróvá nevezték ki Nagyváradra és 1897. február 18-án saját kérelmére helyezték át a pestvidéki királyi törvényszékhez. A társadalmi életben nagy tevékenységet fejtett ki; éneket, hegedűt és zongorát tanult, részt vett nyilvános hangversenyeken; részt vett az 1868-as aradi és az 1880-as kolozsvári országos dalárünnepélyeken; mint debreceni V. osztálybeli tanuló elnöke volt az önképzőkörnek; egyik előmozdítója volt az 1867. december 11-én alakult kollégiumi tudományos szakosztálynak; mint jogász Nagyváradon jegyzője volt az önképző-körnek és a jogászsegélyző egyletnek.
1874-ben megalakította a Bihar megyei és nagyváradi ifjusági jogászegyletet, melynek elnöke volt. 1878. április 7-én ugyanott megalakította a nagyváradi iparosképző egyletet és elnöke volt 1882-ig (az ifjúság lefestette arcképét 1891-ben). 1880-ban elnöke volt a nagyváradi baráti dalkörnek. Az orvosok és természetvizsgálók vándorgyűlése 1883. október 12-én nagyváradi titkárává, ugyanazon évben a nagyváradi rabsegélyző-egylet titkárává, 1889. március 20-án a Bihar megyei Kárpát Egyesület, 1891. december 27-én a nagyváradi tisztviselők önsegélyegylete választmányi tagjává, az 1892-ben megalakult Szigligeti Társaság főtitkárává (később alelnökévé), a bihari református egyházmegye 1893. április 26-án világi tanácsbírává, 1894. augusztus 29-én az ipartanodai bizottság elnökévé, 1897-ben a budapesti rabsegélyzőegylet igazgató választmányi tagjává, 1899-ben a budapesti országos állatvédő egyesület alelnökévé és 1902-ben a pesti református egyház presbiterré választotta sat. 
Tudományos tapasztalat gyűjtése végett bejárta Magyarország és Erdély nagy részét, különösen Bihar megyének minden faluját, hegyeit, barlangjait, gyárait és bányáit. Utazott Szerbiába, Romániába, Felső-Olaszországba, Franciaországba, Svájcba és Ausztriába.
Nevét, rendesen: K. Nagy Sándor-nak írta. 

## Írásai
Költeményei, cikkei a következő lapokban jelentek meg: Képes Ujság és Politikai Népujság (1868), Debreczeni Lapok és Lámpás (1869), Kis Ujság, Hasznos Mulattató, Lányok Lapja (1871-85), Bihar (1871-84), Nagyvárad (1874-1880), Temesvári Lapok (1874), Sárrét (1876-83), nagyváradi Szabadság (1878-tól maig), Bihari Gazda (1880-81., 1884-85), Csarnok (1880), Biharmegyei Lapok (1881), Néplap (1897-től), Néptanitók Lapja (1900-tól); jogi és más czikkei: Magyar Jogász (1879), Törvényszéki Csarnok (1877., 1880). Vasárnapi Ujság (1884. Sándorfi József 1765-1824), Büntető Jog Tára (1886-1902), A Jog (1890-1903), Jogi Szemle (1890), Magyar Igazságügy (1890), Jogtudományi Közlöny (1890-1900), Szigligeti-Társaság Évkönyve (1896. A Szigligeti-Társaság története 1892-1895), Ügyvédek Lapja (1897).

## Munkái
- A bűn és az erény útja. Elbeszélés. Berettyó-Ujfalu, 1881.
- A Székelyföldön és az Al-Dunán. Utirajzok. Bpest, 1883.
- A váradi szinészet története 1799-1884. Nagyvárad, 1884. (Ism. Bihar 1883. 37., 40., 41. sz., Bud. Szemle 108. sz., Főv. Lapok 128., 193., P. Napló 151., Egyetértés 157. sz.).
- Bihar-ország. Utirajzok. Nagyvárad, 1884-85., 1888. Három kötet. (I. k. 2. kiadás 1884. Nagyvárad. Ism. Egyetértés 1885. 110. sz.).
- A régi Biharmegyéről. Könyvek és térképek ismertetése a XVII. és XVIII. századból. Nagyvárad, 1885.
- Biharvármegye földrajza. A biharmegyei és a nagyváradi tanszermúzeum által 400 frankkal jutalmazott pályamű, térképpel. Nagyvárad, 1886. (Ism. a nagyváradi Szabadság 1887. 10. sz.).
- Ipolyi sírboltjában. Nagyvárad, 1886.
- A pákász története. Elbeszélés. 150 frankkal jutalmazott pályamű. Vácz, 1888.
- Turin-párisi kirándulás útleirásai. Bpest, 1889.
- Bűn és bűnhödés, vagy a büntető törvénykönyv példákban. Nagyvárad, 1889. (Ism. A Jog 35., Jogtudom. Közlöny 38., Egyetértés 240., Pester Lloyd 288. sz. sat.).
- A megtért bűnös, vagy a földi paradicsom. Elbeszélés. 150 frankkal jutalmaztatott. Kiadta a váczi országos fegyintézet. Bpest, 1890.
- A ravatal mellett. Drámai jelenet. Nagyvárad, 1890.
- Párisból haza. Uti rajzok. Nagyvárad, 1891.
- A jobbágyság története Magyarországon. Nagy-Becskerek, 1891. (Tört., nép- és földr. Könyvtár 37.).
- A korcsmáros fia. Elbeszélés. Dicséretet nyert pályamű. Kiadta a váczi orsz. fegyintézet. Vácz, 1892.
- Ne bántsd az állatot! Az állatvédő törvények példákban. 200 koronával jutalmazott pályamű. Kiadta az országos állatvédő egyesület. Bpest, 1893.
- A Biharon át. Uti levelek a Körös és Aranyos mellől. Nagyvárad, 1893.
- Sajtó és esküdtszéki törvénykezés. Nagyvárad, 1894.
- Csend és rend legyen! A kihágási büntető törvénykönyv példákban. Nagyvárad, 1897. (2. kiadás. Bpest, 1900.).
- Az eldobott kenyér, vagy a nyomorúság útja. História. Bpest, 1898.
- Az egyenlőség, vagy Czu-czi ország elpusztulása. Nagyvárad, 1898.
- Nem kell semmi! Milyen lenne a felfordult világ? Nagyvárad, 1898. (Ez utóbbi három munka Bene Sándor név alatt jelent meg).
- A "Ne tovább" csárda, vagy az örvény szélén. Elbeszélés. Nagyvárad, 1898.
- Állatvédők törvénykönyve. Az állatvédelemre és állategészségügyre vonatkozó törvények és rendeletek magyarázata. Az országos állatvédő egyesület támogatásával. Bpest, 1898. (2. kiadás. Bpest, 1899.).
- Gazdasági munkások törvénykönyve. A munkaadók és a mezőgazdasági munkások közötti jogviszony szabályozásáról szóló legújabb törvény magyarázása. Bpest, 1898. (Német, rumén, szerb és tót nyelven is).
- Ügyes-bajos ember könyve. Útbaigazítás minden bajban, a mindennapi életben előforduló összes törvények és rendeletek nyomán. Bpest, 1899. (2. kiadás. Bpest, 1902.).
- Esküdtek és esküdtbirák törvénykönyve. Bpest, 1900. (M. Könyvtár 155., 156. Ism. Vasárn. Ujság 5. sz.).
- Büntető hatáskör és illetékesség. Bpest, 1900.
- Tegyünk jót magunkkal avagy a gazdasági munkás és cseléd-segélypénztár. Bpest, 1900.
- Törvény nélkül. Oktató elbeszélés. Bpest, 1900. (Magyar Mesemondó).
- Az elcsapott korcsmáros. Tanulságos történet. Bpest, 1900.
- Elvitte a sárkány! Sárréti história. Bpest, 1901.
- A budai torony-zene. Elbeszélés. Bpest, 1901. (A 30-33. munkák a Magyar Mesemondó 105., 119., 123., 128. sz.).
- A százegyedik árva. Elbeszélés a munkások árváinak történetéből. Bpest, 1901.
- Kisebb bűnügyek fellebbvitele. Bpest, 1901.
- A téli madarak deputatiója. A hirmondók. A szárnyas dandár és madárindulók. A repülő építőmesterek. Elbeszélések a madárvilágból. Bpest, 1901. (Az országos állatvédőegyesület által kiadott Állatvédelemben).
- Az ember és a kutya. Védekezés a veszettség ellen. Kiadja az országos állatvédő egyesület. Bpest, 1902. (Ismert. Vasárnapi Ujság).
- A nők törvénykönyve. A nők jogaira és kötelességeire vonatkozó összes törvények és rendeletek alapján. Bpest, 1902.
- Ne lopj! Elbeszélés a rab életből. Bpest, 1902. (Magyar Mesemondó 139-ik szám).
- A halál-biró. Tanulságos történet a magyar nép számára. Képekkel. Bpest, 1902.
- A mesterlegények. Elbeszélés. Bpest, 1902.
- Perelj uram! perlőimmel. Elbeszélés egy kisiparos életéből. Bpest, 1902.
- Egy boldog ember. Elbeszélés egy gépész életéből. Bpest, 1903.
- A mesterlegények. Elbeszélés. Bpest, 1902. (Munkás-füzetek 4., 5.)
- A vasutasok. Elbeszélés. Bpest, 1903. (A 34., 43-45. sz. munkák a Munkás Füzetek I. 10., II. 4., 5., 10., 15. füz.).
- A kizöldült ház. Elbeszélés. Bpest, 1903.
- Bodri. Elbeszélés. Bpest, 1903. (Két utóbbi munka: M. Mesemondó 148. és 147. sz.).
- Az arany-alma. Elbeszélés. Bpest, 1903. (Históriák 256. sz. Mehner kiadása).
- A bűn nyomai. Nyomozó hatóságok, csendőrök, rendőrök és községi előljárók részére, Budapest, 1907.

### Kéziratban
A fiatal aszszonyok szenvedései, vígjáték ford. (előadták 1869. február 18-án a debreceni színházban; később: Ne hanyagold el az asszonyokat c. vígjáték)
Levelei Rómer Flórishoz: Nagyvárad, 1884. ápr. 24., jún. 30. (a Magyar Nemzeti Múzeumban).

## Álnevei és jegyei
Kereki, Berei, K. N. S., K. sat.